# Marko Oštir
Marko Oštir, slovenski rokometaš, * 7. junij 1977, Velenje.
Oštir je za Slovenijo nastopil na Poletnih olimpijskih igrah 2004 v Atenah, kjer je z reprezentanco osvojil enajsto mesto. 